# Benno Haase

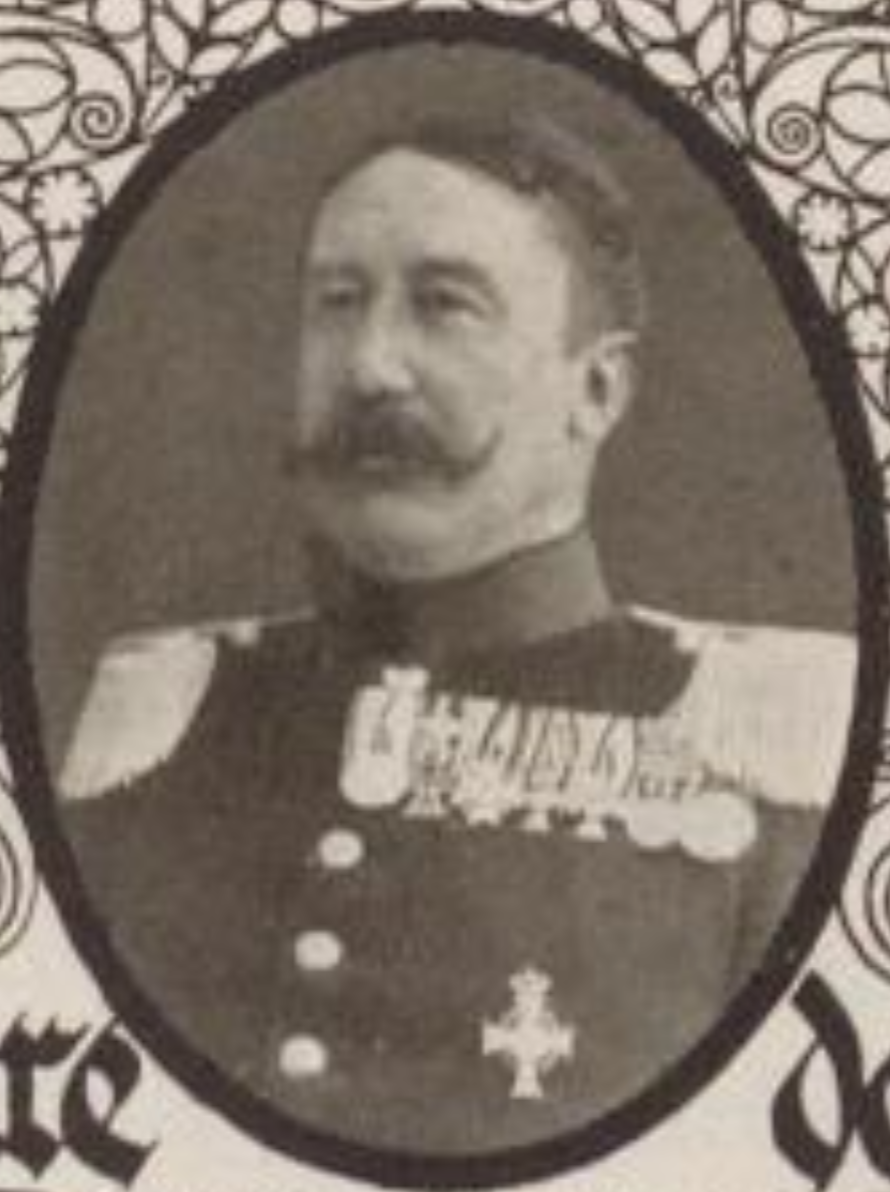
Benno Haase

Carl Julius Benno Haase (* 17. November 1849 in Dresden; † 7. April 1929) war ein sächsischer Generalmajor.

## Leben
Benno Haase wurde 1865 Soldat der Sächsischen Armee, stieg 1870 zum Fähnrich auf und nahm 1870/71 am Krieg gegen Frankreich teil. Am 22. Februar 1871 wurde er Sekondeleutnant beim Feldartillerie-Regiment und erhielt für seine Verdienste im Konflikt das Eiserne Kreuz II. Klasse. Er diente die nächsten Jahre u. a. im 2. Feldartillerie-Regiment Nr. 28 und stieg am 1. Dezember 1875 zum Premierleutnant und Abteilungsadjutanten im Regiment auf. Nach vieljähriger Zeit im Regiment erfolgte am 19. März 1884 seine Beförderung zum Hauptmann und Batteriechef im 1. Feldartillerie-Regiment Nr. 12. Am 22. April 1892 erfolgte seine Beförderung zum Major und Kommandeur der I. Abteilung. Am 24. März 1897 erfolgte seine Beförderung zum Oberstleutnant und etatsmäßigen Stabsoffizier. Nach weiterer Beförderung zum Oberst am 13. September 1899 avancierte er zum Kommandeur des 3. Feldartillerie-Regiments Nr. 32. Haase wurde am 2. Juni 1901 zunächst mit der Führung der 4. Feldartillerie-Brigade Nr. 40 und am 20. September mit Wirkung zum 1. Oktober 1901 mit der Führung der neuformierten 3. Feldartillerie-Brigade Nr. 32 beauftragt sowie am 22. März des Folgejahres zum Kommandeur ernannt. In dieser Eigenschaft erhielt er im August 1902 die Erlaubnis zur Annahme des Großoffizierkreuzes des Ordens von Oranien-Nassau und avancierte am 18. April 1903 zum Generalmajor. Unter Genehmigung seines Abschiedsgesuches wurde er am 23. April 1904 mit Pension und der Berechtigung zum Tragen seiner Uniform zur Disposition gestellt. Anlässlich seiner Verabschiedung verlieh ihm König Georg des Komturkreuz II. Klasse des Albrechts-Ordens.